# Charles-Auguste Bontemps

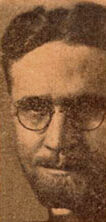
Fotografia de Charles-Auguste Bontenps (data desconhecida).

Charles-Auguste Bontemps (Nièvre, 9 de fevereiro de 1893 – Paris, 14 de outubro de 1981) foi um escritor e ativista anarco-individualista, pacifista, livre pensador e naturista francês.

## Biografia
Bontemps nasceu em 9 de fevereiro de 1893, no departamento francês de Nièvre. Ele era um colaborador da publicação anarquista Ce qu'il faut dire, dirigida por Sebastien Faure. Após se juntar brevemente ao Partido Comunista Francês logo após a Revolução de Outubro, se juntou à organização anti-militarista Ligue Internationale des Réfractaires à la guerre. Durante a Guerra Civil Espanhola, se juntou à Solidarité Internationale Antifasciste.
Teve papel importante na fundação da Fédération Anarchiste. Os princípios da nova federação foram escritos por Bontemps e Maurice Joyeux, que estabeleceram uma organização com diversas tendências e autonomia dos grupos federados, organizados através dos princípios sintetistas. Em 1967, Bontemps, Joyeux e Guy Bodson criticaram a Internacional Situacionista no jornal da federação (Le Monde libertaire); as críticas foram respondidas por Guy Debord e outros membros daquela organização.
Bontemps foi um autor prolífico nos campos do anarquismo, livre pensamento, pacifismo e naturismo. Sua visão de anarquismo se baseava em seu conceito de "individualismo social", sobre o qual escreveu extensamente. Ele defendia uma perspectiva anarquista que se baseava num "coletivismo das coisas e num individualismo das pessoas"
Bontemps faleceu em 14 de outubro de 1981 em Paris.